# Denée, Maine-et-Loire
Denée är en kommun i departementet Maine-et-Loire i regionen Pays de la Loire i nordvästra Frankrike. Kommunen ligger i kantonen Chalonnes-sur-Loire som tillhör arrondissementet Angers. År 2022 hade Denée 1 448 invånare.

## Befolkningsutveckling
Antalet invånare i kommunen Denée
| Referens: INSEE |